# Grup social
Un grup social este o formațiune alcătuită din mai multi indivizi care se ghidează după norme sau reguli comune, au obiceiuri și tradiții comune și își propun idealuri sau scopuri comune. Numărul de persoane care alcătuiesc un grup social poate varia foarte mult, astfel că însăși societatea umană poate fi privită ca un grup social.